# 24005 Eddieozawa
24005 Eddieozawa là một tiểu hành tinh vành đai chính với chu kỳ quỹ đạo là 1649.2140876 ngày (4.52 năm).
Nó được phát hiện ngày 7 tháng 9 năm 1999.